# Le Tartre
Le Tartre ist eine französische Gemeinde im Département Saône-et-Loire in der Region Bourgogne-Franche-Comté. Sie gehört zum Arrondissement Louhans und zum Kanton Pierre-de-Bresse. Der Ort hat 109 Einwohner (Stand 1. Januar 2022), sie werden Tartréens, resp. Tartréennes genannt.

## Geografie

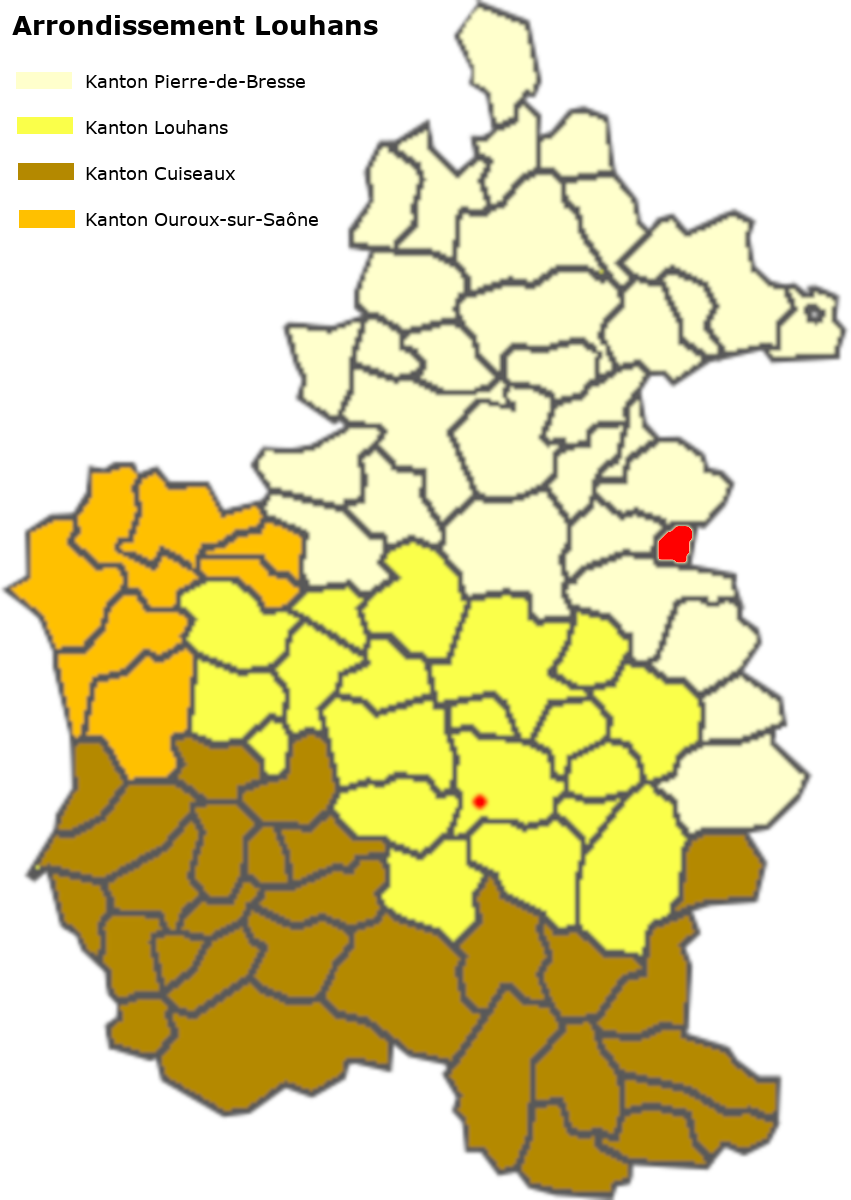
Lage der Gemeinde im Arrondissement Louhans

Die Gemeinde liegt in der Landschaft Bresse, im Osten des oberen Drittels des Arrondissement Louhans. Sie stößt mit der östlichen Gemeindegrenze an Cosges und damit an das Département Jura. Sie wird im südlichen Teil in Ost-West-Richtung von der Seille durchflossen. Fast parallel dazu verläuft die Departementsstraße D970, die Sens-sur-Seille mit Cosges verbindet. Der Bourg liegt auf einer leichten Anhöhe über der Seille, unmittelbar südlich der Straße und ist vollständig mit dem Weiler Sottessard zusammengewachsen, der in der Gemeinde Cosges liegt. Le Tartre weist keine größeren Waldflächen auf. Zur Gemeinde gehören folgende Weiler und Fluren: Chassignole, Fontenelle, Gommerand, Moulin-du-Tartre, la Noue, le Part, la Tuilerie.

### Klima
Das Klima in Le Tartre ist warm und gemäßigt. Es gibt das ganze Jahr über deutliche Niederschläge, selbst der trockenste Monat weist noch hohe Niederschlagsmengen auf. Die Klassifikation des Klimas nach Köppen und Geiger ist Cfb ((Gemäßigtes) Ozeanklima). Die Temperatur liegt im Jahresdurchschnitt bei 11,8 °C. Der wärmste Monat ist der Juli mit einer Durchschnittstemperatur von 20,9 °C, der kälteste der Januar mit 3,1 °C. Über ein Jahr verteilt summieren sich die Niederschläge auf 1081 mm, dabei ist der November mit 117 mm der niederschlagsreichste, während Juli als trockenster Monat 72 mm aufweist. Über das ganze Jahr werden etwa 2764 Sonnenstunden gezählt.
|                        | Jan | Feb | Mär  | Apr  | Mai  | Jun  | Jul  | Aug  | Sep  | Okt  | Nov  | Dez |   |      |
| Mittl. Temperatur (°C) | 3,1 | 3,7 | 7,4  | 11,0 | 14,8 | 18,9 | 20,9 | 20,5 | 16,7 | 12,8 | 7,2  | 4,0 | ⌀ | 11,8 |
| Mittl. Tagesmax. (°C)  | 6,1 | 7,5 | 11,6 | 15,6 | 19,1 | 23,5 | 25,5 | 25,2 | 21,2 | 16,8 | 10,4 | 6,8 | ⌀ | 15,8 |
| Mittl. Tagesmin. (°C)  | 0,4 | 0,3 | 3,1  | 6,2  | 10,1 | 14,0 | 16,0 | 15,7 | 12,5 | 9,1  | 4,3  | 1,3 | ⌀ | 7,8  |
|                        |     |     |      |      |      |      |      |      |      |      |      |     |   |      |
| Niederschlag (mm)      | 98  | 83  | 80   | 90   | 93   | 77   | 72   | 73   | 87   | 104  | 117  | 107 | Σ | 1081 |

| 0,4 |

| 0,3 |

| 3,1 |

| 6,2 |

| 10,1 |

| 14,0 |

| 16,0 |

| 15,7 |

| 12,5 |

| 9,1 |

| 4,3 |

| 1,3 |

| 0,4 |

| 0,3 |

| 3,1 |

| 6,2 |

| 10,1 |

| 14,0 |

| 16,0 |

| 15,7 |

| 12,5 |

| 9,1 |

| 4,3 |

| 1,3 |

## Toponymie
Der Ort wird erstmals 1294 erwähnt im Zusammenhang mit einem Pierre du Tartre. Der Tertre, als Bezeichnung für einen Hügel, befindet sich beim Ortszentrum und dürfte Namensgeber für die Gemeinde sein.

## Geschichte
Die Gemeinde entstand zwischen der alten Römerstraße, die vom Pont d’Étalet nach Villevieux führte, und der Seille im Süden. Der Ort entwickelte sich um das Schloss, von dem noch eine Motte sichtbar ist (12 Meter lang und 4 Meter hoch) und als Tertre (deutsch: Anhöhe, Hügel) bezeichnet wird. Um 1250 gehörte Le Tartre zu Bosjean und war damit ein Lehen der Herren von Vienne. Lehensnehmer seit dem 14. Jahrhundert war eine Familie, die den Namen des Ortes annahm. Guy du Tartre war 1361 der 22. Abt des Klosters Miroir (Zisterzienserkloster), Guillaume du Tartre war 1622 Generalintendant der Gendarmerie des Burgunds und damit Hofbeamter des spanischen Königs. 1561 erwirbt Jean Bouton Teile der Herrschaft, die zu Beginn des 17. Jahrhunderts an die Familie Hébert übergehen. Im 17. Jahrhundert wurde die Familie Bernard de Saint-Aubin Besitzerin, zur Zeit der Revolution Marquis Bernard de Sassenay, Vicomte von Chalon-sur-Saône, Baron von Tartre, Herr von Perrey, Le Deffend, Chemenod, Saint-Aubin, Hauptmann eines Dragonerregiments. Am Ende des 18. Jahrhunderts machte Madame de Courteille, Gräfin von Bosjean, ihre Rechte geltend. 1636 wurde das Schloss durch die Comtois verwüstet und 1793 ganz zerstört. An einem Seitenarm der Seille entstand kurz nach dem Schloss die herrschaftliche Mühle, die 1806 neun Mühlräder (vier unterschlächtige und fünf oberschlächtige) aufwies und bis 1966 bestand. 1856 bestand nebst der Mühle noch eine Ölmühle und eine Ziegelei. 1870 war der Glockenturm der Michaels-Kirche noch mit Stroh gedeckt, die Mairie-École entstand 1903, die Brücke im Weiler Gommerans 1905. 1988 bestanden noch 9 Landwirtschaftsbetriebe.

### Die Herren vom Tartre
Die Herrschaft gehörte einer Familie, die sich nach dem Ort benannte. Die Herren von Tartre besaßen ein Schloss, das etwas erhöht lag und eine weite Sicht über die Bresse bot. Später ging das Lehen an die Barone von Bosjean über, im 18. Jahrhundert gelangte es an Bernard de Saint-Aubin, die Gerichtsbarkeit verblieb jedoch bei Bosjean.
1789 war das Lehen im Besitz von Marquis Bernard de Sassenay, Vicomte von Chalon, Baron vom Tartre, Herr von Perrey, Le Deffend, Chemenot, Saint-Aubin, Hauptmann eines Dragonerregiments. Ihr Schloss wurde während der Revolution zerstört, der Standort ist jedoch noch leicht zu erkennen, er befindet sich nordwestlich der Kirche. Bei Grabarbeiten sei der Zugang zu einem Keller gefunden worden, der einen direkten Gang zur Kirche aufgewiesen habe. Aus der Familie stammten mehrere Berater am Parlement von Burgund, aber auch Claude Bernard (* 26. Dezember 1588, † 23. März 1641), der als le pauvre prêtre und Wohltäter der Armen in die Geschichte einging.

### Heraldik
Die Gemeinde Le Tartre benutzt das Wappen, das auf Antoine-Joseph du Tartre de Laubespin zurückgeht. Das Wappen ist noch sichtbar über der Eingangstür der Kirche. Blasonierung des Wappens: In Blau zwei Barben abgewendet in Silber, begleitet von vier silbernen Kreuzen, eines im mittleren Hauptstück, zwei in den Flanken und eines im Wappenfuss.

## Bevölkerung
| Le Tartre: Einwohnerzahlen von 1793 bis 2020 | Le Tartre: Einwohnerzahlen von 1793 bis 2020 | Le Tartre: Einwohnerzahlen von 1793 bis 2020 | Le Tartre: Einwohnerzahlen von 1793 bis 2020 | Le Tartre: Einwohnerzahlen von 1793 bis 2020 |
| --- | -------------------------------------------- | -------------------------------------------- | -------------------------------------------- | -------------------------------------------- |
| Jahr |                                              |                                              |                                              | Einwohner                                    |
| 1793 | 1793                                         |                                              | 282                                          | 282                                          |
| 1800 | 1800                                         |                                              | 274                                          | 274                                          |
| 1806 | 1806                                         |                                              | 294                                          | 294                                          |
| 1821 | 1821                                         |                                              | 243                                          | 243                                          |
| 1831 | 1831                                         |                                              | 238                                          | 238                                          |
| 1836 | 1836                                         |                                              | 239                                          | 239                                          |
| 1841 | 1841                                         |                                              | 237                                          | 237                                          |
| 1846 | 1846                                         |                                              | 242                                          | 242                                          |
| 1851 | 1851                                         |                                              | 246                                          | 246                                          |
| 1856 | 1856                                         |                                              | 220                                          | 220                                          |
| 1861 | 1861                                         |                                              | 226                                          | 226                                          |
| 1866 | 1866                                         |                                              | 228                                          | 228                                          |
| 1872 | 1872                                         |                                              | 240                                          | 240                                          |
| 1876 | 1876                                         |                                              | 240                                          | 240                                          |
| 1881 | 1881                                         |                                              | 227                                          | 227                                          |
| 1886 | 1886                                         |                                              | 195                                          | 195                                          |
| 1891 | 1891                                         |                                              | 206                                          | 206                                          |
| 1896 | 1896                                         |                                              | 203                                          | 203                                          |
| 1901 | 1901                                         |                                              | 213                                          | 213                                          |
| 1906 | 1906                                         |                                              | 208                                          | 208                                          |
| 1911 | 1911                                         |                                              | 226                                          | 226                                          |
| 1921 | 1921                                         |                                              | 182                                          | 182                                          |
| 1926 | 1926                                         |                                              | 184                                          | 184                                          |
| 1931 | 1931                                         |                                              | 156                                          | 156                                          |
| 1936 | 1936                                         |                                              | 160                                          | 160                                          |
| 1946 | 1946                                         |                                              | 167                                          | 167                                          |
| 1954 | 1954                                         |                                              | 145                                          | 145                                          |
| 1962 | 1962                                         |                                              | 135                                          | 135                                          |
| 1968 | 1968                                         |                                              | 120                                          | 120                                          |
| 1975 | 1975                                         |                                              | 109                                          | 109                                          |
| 1982 | 1982                                         |                                              | 96                                           | 96                                           |
| 1990 | 1990                                         |                                              | 76                                           | 76                                           |
| 1999 | 1999                                         |                                              | 95                                           | 95                                           |
| 2006 | 2006                                         |                                              | 112                                          | 112                                          |
| 2009 | 2009                                         |                                              | 120                                          | 120                                          |
| 2014 | 2014                                         |                                              | 122                                          | 122                                          |
| 2020 | 2020                                         |                                              | 111                                          | 111                                          |
| Quelle(n): EHESS/Cassini bis 2006, ab 2009 INSEE Anmerkung(en): • Ab 1962 offizielle Zahlen ohne Einwohner mit Zweitwohnsitz • Höchste Einwohnerzahl 1806 mit 294, tiefste Einwohnerzahl 1990 mit 76 (25,9 % vom Maximum) |                                              |                                              |                                              |                                              |

| Bevölkerungsstruktur | Anzahl Einwohner | männlich | weiblich | davon Ausländer | Anteil % |
| -------------------- | ---------------- | -------- | -------- | --------------- | -------- |
|                      | 110              | 55       | 55       | 10              | 9,1      |

| Männer | Alterstufe | Frauen |
| ------ | ---------- | ------ |
| 1      | 90 + älter | 1      |
| 4      | 75–89      | 2      |
| 11     | 60–74      | 15     |
| 19     | 45–59      | 13     |
| 9      | 30–44      | 9      |
| 6      | 15–29      | 7      |
| 5      | 0–14       | 9      |

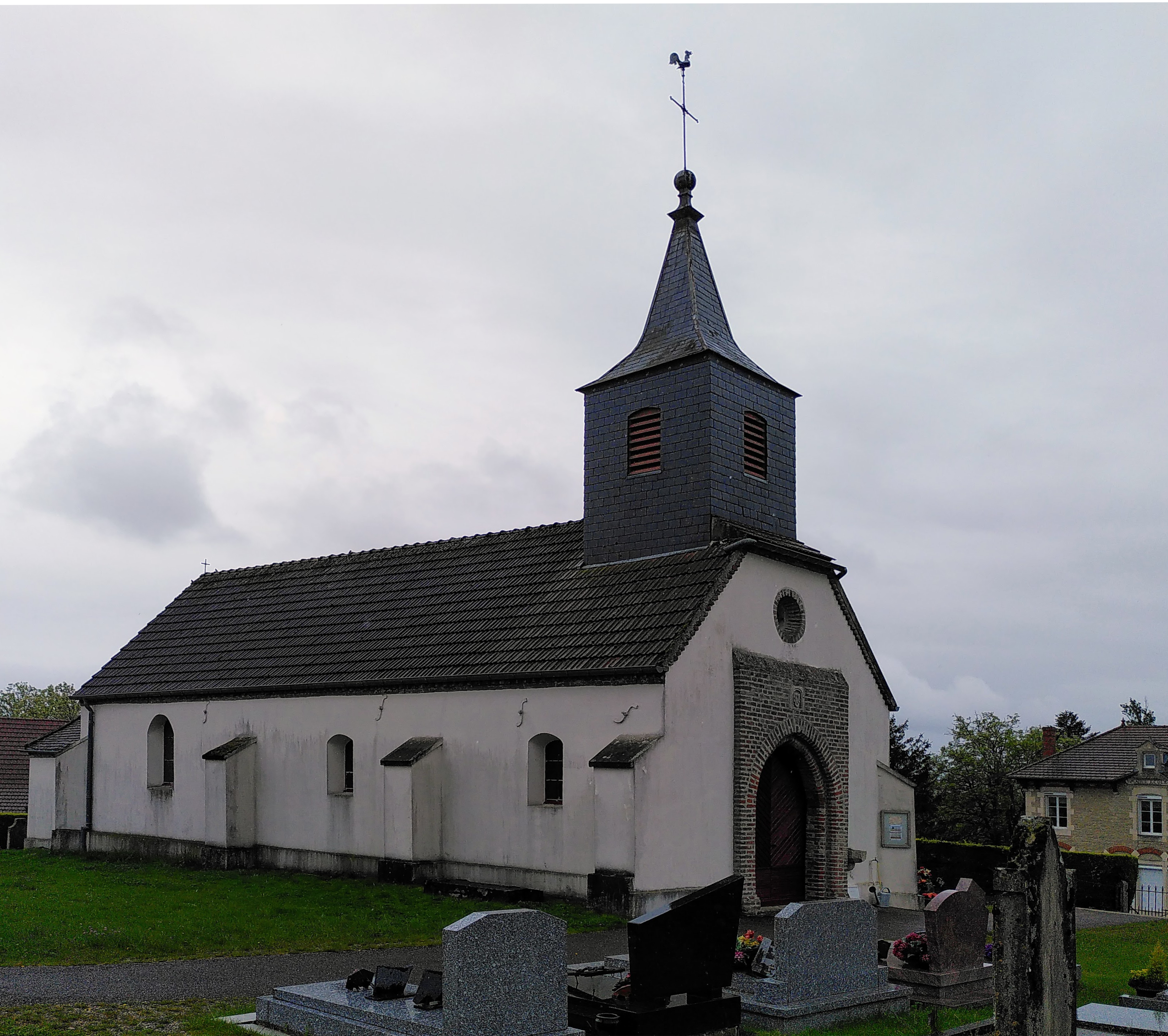
Kirche Saint-Michel von Le Tartre

Die Bevölkerungsstruktur zwischen Männern und Frauen ist ausgeglichen, wobei 41 % der Bevölkerung jünger als 45 Jahre sind. Demgegenüber sind 31 % der Einwohner älter als 60 Jahre und damit im Rentenalter.
| Wohnstruktur               | Anzahl Wohneinheiten | davon Häuser | Wohnungen | sonstige |
| -------------------------- | -------------------- | ------------ | --------- | -------- |
|                            | 70                   | 68           | 1         | 1        |
| davon Hauptwohnsitz        | 55                   |              |           |          |
| Zweit- oder Ferienwohnsitz | 9                    |              |           |          |
| vakant                     | 6                    |              |           |          |

## Wirtschaft und Infrastruktur

### Unternehmen, Betriebe, Ladengeschäfte und Einrichtungen
In der Gemeinde befinden sich nebst der Mairie und Kirche folgende Unternehmen nach Branchen:
| Branche                                                           | Anzahl Betriebe |
| ----------------------------------------------------------------- | --------------- |
| Industrie und verarbeitendes Gewerbe                              |                 |
| Baugewerbe                                                        | 3               |
| Groß- und Einzelhandel, Verkehr, Beherbergung und Gastronomie     |                 |
| Information und Kommunikation                                     |                 |
| Finanz- und Versicherungsdienstleistungen                         | 1               |
| Grundstücks- und Wohnungswesen                                    |                 |
| Freiberufliche, wissenschaftliche und technische Dienstleistungen | 1               |
| Öffentliche Verwaltung, Unterricht, Gesundheits- und Sozialwesen  |                 |
| Sonstige Dienstleistungen                                         |                 |
| Land- und Forstwirtschaftsbetriebe                                | 1               |

In der Gemeinde befinden sich ein Bauunternehmen, ein Bauhandwerksbetrieb, eine Schreinerei/Zimmerei, ein Installateur und eine Gîte. Mit den Gütern des täglichen Bedarfs versorgen sich die Einwohner weitgehend in Saillenard und in Saint-Germain-du-Bois.

### Geschützte Produkte in der Gemeinde
Als AOC-Produkte sind in Le Tartre Crème et beurre de Bresse, Volaille de Bresse und Dinde de Bresse zugelassen.

### Bildungseinrichtungen
Le Tartre verfügt über keine eigenen schulischen Einrichtungen. Die Kinder werden in Schulen der umliegenden Gemeinden ausgebildet.